# Hans von Hößlin

Hans Wilhelm von Hößlin 1934 mit seiner zweiten Frau Ursula

Hans Wilhelm von Hößlin (* 20. September 1880 in Erbach (Odenwald); † 18. August 1947 in Ljubljana) war ein deutscher Generalleutnant und Kommandeur der 188. Gebirgs-Division im Zweiten Weltkrieg. Nach Kriegsende wurde er von einem jugoslawischen Gericht als Kriegsverbrecher verurteilt und hingerichtet.

## Leben

### Familie
Hößlin entstammte einem seit dem 17. Jahrhundert in Augsburg ansässigen Adelsgeschlecht und war der Sohn des Oberingenieurs Gustav von Hößlin (1848–1917) und der Eugenie Vischer (1859–1929). Er heiratete in erster Ehe am 3. Juni 1909 in Hof die von dort stammende Lilly Schmid (1889–1961), von der er am 28. Februar 1928 in Berlin geschieden wurde. Aus dieser ersten Ehe stammen die Söhne Walter (der spätere Leiter des Max Reinhardt Seminars in Wien) und Winfried (* 1914). Nach der Scheidung bis zu seiner Wiederverheiratung lebte er in einer Wohnung im ersten Stock des Hauses Ainmillerstraße 46 in München-Schwabing. In zweiter Ehe heiratete er am 6. April 1933 in Görlitz die von dort stammende Ursula Festner (1906–1980). Aus dieser Ehe ging sein dritter Sohn Rüdiger (1935–1987) hervor.

### Bayerische Armee und Erster Weltkrieg
Hößlin trat nach seinem Abitur an einem Humanistischen Gymnasium am 10. August 1898 als Dreijährig-Freiwilliger in das 3. Infanterie-Regiment „Prinz Karl von Bayern“ der Bayerischen Armee ein und wurde am 24. Oktober 1900 zum Leutnant und am 25. Juni 1910 zum Oberleutnant befördert. Von 1912 bis 1914 wurde er an die Kriegsakademie kommandiert, die er jedoch aufgrund des Beginns des Ersten Weltkriegs nicht beenden konnte.
Den Krieg verbrachte Hößlin von 1914 bis 1918 an der Westfront. Er kam zunächst als Kompanieführer mit dem am 2. August 1914 aufgestellten 3. Reserve-Infanterie-Regiment in Lothringen zum Einsatz. Von dort folgte am 12. September 1914 seine Versetzung in den Generalstab der 1. Reserve-Division sowie am 20. Oktober 1914 seine Beförderung zum Hauptmann. Im weiteren Kriegsverlauf hatte Hößlin dann verschiedene Stabsverwendungen, ehe er am 5. Oktober 1918 als Führer des I. Bataillons seines Stammregiments wieder im Truppendienst tätig war.
Zu seinen Ehren wurde vom Musikmeister des 19. Infanterie-Regiments der „Hösslins-Marsch“ komponiert.

### Weimarer Republik
Nach dem Krieg wurde er in die Reichswehr übernommen und am 7. März 1921 zum Major befördert. Fast durchgängig war er in Bayern, hauptsächlich in München stationiert. Von 1920 bis 1924 tat er Dienst im Stab des Wehrkreiskommandos VII. Am 25. April 1924 zum Oberstleutnant ernannt, wurde er Ende desselben Jahres Bataillonskommandeur in Augsburg und war 1927/28 für einige Monate im Reichswehrministerium eingesetzt, bevor er am 1. Februar 1928 zum Oberst befördert und als solcher zum Chef des Stabes der 7. (Bayerische) Division ernannt wurde. Am 1. Oktober 1929 wurde Hößlin Kommandeur des 19. (Bayerisches) Infanterie-Regiments. Mit der Beförderung zum Generalmajor am 1. April 1931 wurde er Infanterieführer VII. Am 31. März 1932 wurde er mit dem Charakter als Generalleutnant aus dem aktiven Dienst verabschiedet.

### Nationalsozialismus und Zweiter Weltkrieg
Am 1. Juli 1938 stellte man Hößlin zur Verfügung des Heeres, ohne dass er jedoch ein Kommando erhielt. Bei der deutschen Mobilmachung am 26. August 1939 wurde er Kommandeur der Ersatztruppen im Wehrkreis XVIII (Salzburg). Im November wurde sein Stab in 188. Division, später in Division Nr. 188 umbenannt.
Im Jahr 1941 lebte Hößlin in München in der Kaiserstraße 50.

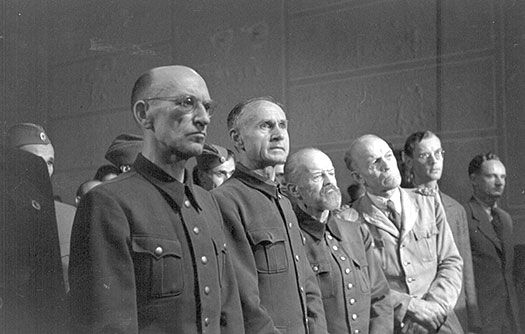
Hans von Hößlin (Mitte, kleinster Mann mit Bart) und Mitangeklagte im Juli 1947 vor dem Militärgericht; rechts von ihm Ludwig Kübler, Helmut Glaser und Friedrich Rainer

Abgesehen von drei Monaten als stellvertretender Befehlshaber im Wehrkreis XVIII und einer kurzen Zeit in der Führerreserve des OKH (beides 1943), blieb Hößlin bis Kriegsende Kommandeur der Division. Auch als die Einheit im Oktober 1943 zur 188. Reserve-Gebirgs-Division, später zur 188. Gebirgs-Division umbenannt und -gegliedert wurde.
Die Division war unter seinem Kommando von 1943 bis Kriegsende in Italien und Jugoslawien eingesetzt, hauptsächlich in der Partisanenbekämpfung in Kroatien und Istrien („Operationszone Adriatisches Küstenland“). Beim Rückzug wurde das von General Ludwig Kübler befehligte Korps Anfang Mai 1945 bei Triest von der jugoslawischen Volksbefreiungsarmee eingeschlossen und Kübler selbst verwundet. Hans von Hößlin übernahm das Kommando und kapitulierte am 7. Mai 1945 unter der Bedingung der Entlassung der deutschen Truppen in die Heimat, die mit der bedingungslosen deutschen Kapitulation wenige Tage später annulliert wurde, sodass Hößlin zusammen mit seiner Truppe in jugoslawische Gefangenschaft geriet.
Zwischen dem 10. und dem 19. Juli 1947 fand vor dem Militärgericht der jugoslawischen 4. Armee in Ljubljana der Prozess gegen 14 deutsche Besatzungsfunktionäre statt, darunter neben Gauleiter Friedrich Rainer, dem Sipo- und SD-Kommandeur Josef Vogt, SS-Sturmbannführer Helmut Glaser und weiteren Polizei- und Verwaltungsführern auch General Ludwig Kübler, Generalleutnant Hans von Hößlin und ein weiterer Wehrmachtsoffizier. Hößlin wurde als Kriegsverbrecher zum Tode verurteilt und am 18. August durch Erschießen hingerichtet. In der Todeserklärung des Amtsgerichts München vom 12. August 1948 wurde als Todesdatum der 31. Dezember 1947 festgesetzt.

## Auszeichnungen
- Eisernes Kreuz (1914) II. und I. Klasse[6]
- Bayerischer Militärverdienstorden III. Klasse mit Schwertern und mit Krone[6]
- Bayerisches Dienstauszeichnungskreuz II. Klasse[6]
- Ehrenritter des Johanniter-Ordens[3]
- Hessische Tapferkeitsmedaille[6]
- Hanseatenkreuz Hamburg[6]
- Österreichisches Militärverdienstkreuz III. Klasse mit der Kriegsdekoration[6]
- Deutsches Kreuz in Silber am 31. August 1942[7]